# Trofeo Indoor di Formula 1 1991
Il Trofeo Indoor di Formula 1 1991 fu la quarta edizione di questa manifestazione motoristica. Si tenne  il 7 e 8 dicembre 1991, presso un circuito allestito all'interno del comprensorio fieristico di Bologna, quale evento del Motor Show. La vittoria venne conquistata da Gabriele Tarquini su Fondmetal-Ford Cosworth: per la prima volta il trofeo non viene conquistato da un pilota della casa Minardi.

## Piloti e scuderie
Non parteciparono più all'evento l'Osella e l'EuroBrun che avevano abbandonato il Campionato mondiale di Formula 1. In compenso vi fu la prima partecipazione per una casa straniera, la Lotus. Il team britannico iscrisse Johnny Herbert, che aveva corso gran parte della stagione quale pilota titolare, assieme a Mika Häkkinen.
L'Osella, diventata di fatto Fondmetal, iscrisse Gabriele Tarquini, pilota che aveva corso gli ultimi tre gran premi della stagione al posto del francese Olivier Grouillard; una vettura della Coloni, con al volante Antonio Tamburini, pilota di Formula 3000, era stata iscritta dall'Andrea Moda Formula, scuderia che si apprestava a esordire in campionato, nel 1992.
La Minardi iscrisse Gianni Morbidelli e Marco Apicella; il primo era pilota titolare della stagione 1991, mentre il secondo aveva svolto dei test, e non aveva ancora esordito in F1. Anche la Scuderia Italia affidò la sua vettura Dallara a uno dei piloti titolari della stagione, JJ Lehto.

### Tabella riassuntiva
| Team                | Costruttore | Telaio | Motore                   | Gomme | Piloti            |
| ------------------- | ----------- | ------ | ------------------------ | ----- | ----------------- |
| Andrea Moda Formula | Coloni      | C4     | Ford Cosworth DFR 3.5 V8 | G     | Antonio Tamburini |
| Fondmetal F1 SpA    | Osella      | FA1/ME | Ford Cosworth DFR 3.5 V8 | G     | Gabriele Tarquini |
| Minardi Team        | Minardi     | M190   | Ford Cosworth DFR 3.5 V8 | G     | Marco Apicella    |
| Minardi Team        | Minardi     | M191   | Ferrari 037 3.5 V12      | G     | Gianni Morbidelli |
| Scuderia Italia SpA | Dallara     | 191    | Ford Cosworth DFR 3.5 V8 | P     | JJ Lehto          |
| Team Lotus          | Lotus       | 102B   | Judd EV 3.5 V8           | G     | Johnny Herbert    |

## Gara

### Resoconto
Johnny Herbert fu sorteggiato contro Gabriele Tarquini nei quarti, mentre JJ Lehto affrontò Marco Apicella e Gianni Morbidelli se la vide con Antonio Tamburini. Herbert fu, a sorpresa, battuto da Tarquini, così come, sempre a sorpresa, Tamburini ebbe la meglio sul campione uscente, Morbidelli. Infine Lehto batté Apicella. Herbert venne però ripescato in semifinale come miglior perdente.
In semifinale l'inglese batté Tamburini e Tarquini eliminò Lehto. La finale fu una riedizione della sfida vista nel primo turno. Ebbe la meglio nuovamente il pilota italiano.

### Risultati
|  | Quarti di finale       | Quarti di finale  | Quarti di finale       |                   |                   | Semifinali | Semifinali | Semifinali |  |  | Finale | Finale | Finale |  |
|  |                        |                   |                        |                   |                   |            |            |            |  |  |        |        |        |  |
|  | Regno Unito (bandiera) | Johnny Herbert    |                        |                   |                   |            |            |            |  |  |        |        |        |  |
|  | Regno Unito (bandiera) | Johnny Herbert    |                        |                   |                   |            |            |            |  |  |        |        |        |  |
|  | Italia (bandiera)      | Gabriele Tarquini |                        |                   |                   |            |            |            |  |  |        |        |        |  |
|  | Italia (bandiera)      | Gabriele Tarquini |                        | Italia (bandiera) | Gabriele Tarquini |            |            |            |  |  |        |        |        |  |
|  |                        |                   |                        | Italia (bandiera) | Gabriele Tarquini |            |            |            |  |  |        |        |        |  |
|  |                        |                   | Finlandia (bandiera)   | JJ Lehto          |                   |            |            |            |  |  |        |        |        |  |
|  | Finlandia (bandiera)   | JJ Lehto          | Finlandia (bandiera)   | JJ Lehto          |                   |            |            |            |  |  |        |        |        |  |
|  | Finlandia (bandiera)   | JJ Lehto          |                        |                   |                   |            |            |            |  |  |        |        |        |  |
|  | Italia (bandiera)      | Marco Apicella    |                        |                   |                   |            |            |            |  |  |        |        |        |  |
|  | Italia (bandiera)      | Marco Apicella    | Gabriele Tarquini      |                   |                   |            |            |            |  |  |        |        |        |  |
|  |                        |                   |                        |                   |                   |            |            |            |  |  |        |        |        |  |
|  |                        |                   | Johnny Herbert         |                   |                   |            |            |            |  |  |        |        |        |  |
|  | Italia (bandiera)      | Gianni Morbidelli |                        |                   |                   |            |            |            |  |  |        |        |        |  |
|  | Italia (bandiera)      | Gianni Morbidelli |                        |                   |                   |            |            |            |  |  |        |        |        |  |
|  | Italia (bandiera)      | Antonio Tamburini |                        |                   |                   |            |            |            |  |  |        |        |        |  |
|  | Italia (bandiera)      | Antonio Tamburini |                        | Italia (bandiera) | Antonio Tamburini |            |            |            |  |  |        |        |        |  |
|  |                        |                   |                        | Italia (bandiera) | Antonio Tamburini |            |            |            |  |  |        |        |        |  |
|  |                        |                   | Regno Unito (bandiera) | Johnny Herbert    |                   |            |            |            |  |  |        |        |        |  |